# Durham Point
Der Durham Point ist ein kleiner Gebirgskamm an der Gould-Küste des westantarktischen Marie-Byrd-Lands. Am nordwestlichen Ende der Tapley Mountains erstreckt er sich ausgehend vom Mount Durham und östlich der Mündung des Scott-Gletschers in das Ross-Schelfeis in nördlicher Richtung.
Die Mannschaft um den US-amerikanischen Geologen Quin Blackburn (1900–1981) besuchte ihn im Dezember 1934 im Rahmen der der zweiten Antarktisexpedition (1933–1935) des US-amerikanischen Polarforschers Richard Evelyn Byrd. Benannt ist er in Anlehnung an die Benennung des Mount Durham. Dessen Namensgeber ist die Stadt Durham im US-Bundesstaat New Hampshire, Heimat von Stuart Douglas Lansing Pain (1910–1961), einem weiteren Expeditionsmitglied.